# Didube
Didube – stacja tbiliskiego metra należąca do linii Achmeteli -Warketili. Została otwarta 11 stycznia 1966 roku, stacja końcowa pierwotnej linii metra. Znajduje się ona w pobliżu targu oraz dworca autobusowego o nazwie Didube, trzy przystanki metra od stacji Sadguris Moedani I, nad którą znajduje się główny dworzec kolejowy w stolicy Gruzji i na której można się przesiąść na drugą linię metra (Saburtalo) na stacji Sadguris Moedani II. Pięć przystanków od Didube znajduje się główna ulica miasta (Rustaweli).
Z dworca Didube kursują autobusy i marszutki (busy) między innymi do Władykaukazu, Kutaisi, Batumi, Bakuriani, czy do górskiego regionu Swanetii.
Jeżeli budowa trzeciej linii metra w Tbilisi dojdzie do skutku, to będzie powiązana z linią Achmeteli – Warketili właśnie na Didube.
9 października 1997 roku, w ramach protestu, na stacji Didube, policjant wysadził się w powietrze własnoręcznie skonstruowaną bombą. Oprócz niego nikt nie ucierpiał.